# UNICEF Ébresztő-óra program
Az Ébresztő-óra program az UNICEF Magyar Bizottság Alapítvány első iskolaprogramja.
2013-ban indult. Mára (2015) kb. 7692 gyereket értek el a program keretein belül. Célja, hogy a gyerekeket ráébressze arra, hogy meddig mehetnek el másokkal szemben, illetve, hogy milyen védelem illeti meg őket. Megtudhatják azt, hogy mi az, amit mi természetesnek veszünk, pedig más országokban elérhetetlen. A program hozzájárul ahhoz, hogy javítsuk a gyerekek önértékelését, növeljük látókörüket, és fogékonyabbá tegyük őket az őket körülvevő és a fejlődő világ problémái iránt. A gyerekeken keresztül pedig a felnövekvő generációk attitűdjét is alakítani tudjuk.
A foglalkozások témája összhangban van a Nemzeti Ifjúsági Stratégia és a Nemzeti Alaptanterv célkitűzéseivel is. Az előadások jól illeszkednek az etika-, földrajz-, társadalomismeret- vagy az osztályfőnöki óra anyagába, de akár délutáni foglalkozások keretében is megszervezhetők.

## Háttere
Az UNICEF hisz abban, hogy a felelősségvállalás és a tudatos jövőépítés a jogok ismeretéből fakad. Mások jogainak tiszteletben tartása a minket megillető jogok megismerésével kezdődik. Így tanulják meg a gyerekek, hogy a saját jogaik odáig tartanak, ahol a másik jogai kezdődnek. A jogok ismerete és tisztelete egyenes úton vezet a felelősségvállaláshoz, és így a korlátok és szabályok betartásához. A jogok ismerete elősegíti, hogy a gyerekek felelős és tudatos emberekké váljanak, akik nemcsak hamarabb ismerik fel az erőszakot és jogaik megsértését, de előrelátóbban és hatékonyabban védhetik meg magukat ellene.

## Felépítése
A teljesen ingyenes program keretében az UNICEF által képzett, önkéntes előadók tartanak 2x45 perces előadást 4–12. osztályos gyerekeknek, életkorukhoz igazodva. Feladatuk érzékenyíteni a gyerekeket a globális problémákra, illetve játékos, interaktív feladatokkal ismertetni jogaikat. Az Ébresztő-óra előadók hálózata két szintű: trénerekből és előadókból áll. A trénerek feladata egyrészt az előadók képzése és mentorálása, másrészt maguk is foglalkozásokat tartanak iskolákban. Ébresztő-óra-előadó például D. Tóth Kriszta nemrég kinevezett UNICEF-nagykövet is.

## Belépés a programba
Az iskolák egyszerűen be tudnak lépni a programba. Egy internetes felületen kell regisztrálniuk, ahol előre meghirdetett időpontok vannak, azok közül választhatnak, hogy nekik melyik a megfelelő, és azt lefoglalhatják. Ezután pontosítás szempontjából egyeztetés következik az iskola és az előadók között.